# Armastuse pisielukas
Armastuse pisielukas (zu deutsch etwa Der Liebeswinzling) ist der Titel eines estnischen Stummfilms aus dem Jahr 1921.

## Notizen zum Film
Die Komödie ist wahrscheinlich der zweite estnische Spielfilm nach der Politsatire Karujaht Pärnumaal von 1914. Der Kurzfilm firmiert als erste estnische Spielfilmproduktion nach Gründung der Republik Estland 1918.
Der Schwarzweißfilm gilt als verschollen. Über den Inhalt und die Darsteller ist nichts bekannt.
Produktionsfirma war die offiziell im September 1920 von den Brüdern Konstantin und Theodor Märska gegründete Estonia-Film. Das Kapital für das Unternehmen steuerte das Brüderpaar Johannes und Peeter Parikas bei.
Der Kurzfilm wurde am 9. Juni 1921 an nur einem Tag gedreht. Die Handlung spielt in der estnischen Hauptstadt Tallinn. Die Außenaufnahmen wurden in der Tallinner Altstadt, der Narvaer Chaussee (Narva maantee), am Russalka-Denkmal sowie in der Ostsee im Stadtteil Pirita gedreht.
Premiere hatte Armastuse pisielukas am 28. Juni 1921 vor geladenen Gästen im 1917 gegründeten Kino Passaash in der Tallinner Altstadt.